# Easington Village
Easington Village är en civil parish i Storbritannien.   Den ligger i grevskapet Durham och riksdelen England, i den centrala delen av landet, 400 km norr om huvudstaden London. Orten har 2 171 invånare (2011).